# Vera Jelikhovskaïa
Vera Jelikhovskaïa (en russe : Вера Петровна Желиховская), née le 17 avril 1835 (29 avril 1835 dans le calendrier grégorien) à Ekaterinoslav (Empire russe) et morte le 5 mai 1896 (17 mai 1896 dans le calendrier grégorien) à Saint-Pétersbourg (Empire russe), est une écrivain russe, dont la plus grande part de l'œuvre consiste en histoires pour enfants.

## Biographie
Vera Jelikhovskaïa est fille de la romancière Elena Fadeïeva (no), sœur de Helena Blavatsky, plus connue sous le nom de Madame Blavatsky, et cousine du futur ministre Serge Witte. Elle passe son enfance à Odessa, recevant une éducation à domicile. Après la mort de sa mère, elle vit à Saratov auprès de son grand-père A.M. Fadeev, puis de son père à Tiflis et Grodno. En 1855, elle épouse N.N. Iakhontov, frère du poète A.N. Iakhontov. Après la mort de son mari, elle s'établit avec ses enfants à Tiflis, ou vivaient à l'époque son oncle et son grand-père. Elle s'y remarie avec un directeur de lycée, V.I. Jelikhovsky. À partir des années 1870, elle collabore à des organes de presse. Son second mari étant décédé à son tour, elle s'établit à Odessa, puis à Saint-Pétersbourg, où elle est engagée dans des activités littéraires.
Outre des histoires pour enfants, elle écrit aussi des histoires fantastiques avec des héros ayant des connaissances ésotériques comme Cornelius Agrippa, ou des chamans ou encore des magiciens orientaux.